# Олимпийский комитет Афганистана
Национальный олимпийский комитет Исламской Республики Афганистан (дари كميته ملى المپيك دولت اسلامى افغانستا ن, пушту د افغانستان د اسلامي جمهوريت د المپيک ملي کمېټه‎) — организация, представляющая Афганистан в международном олимпийском движении. Основан в 1935 году; зарегистрирован в МОК в 1936 году.
Штаб-квартира расположена в Кабуле. Является членом Международного олимпийского комитета, Олимпийского совета Азии и других международных спортивных организаций. Осуществляет деятельность по развитию спорта в Афганистане.